# Peter Ryška
Peter Ryška (* 18. března 1951) je slovenský politik, po sametové revoluci československý poslanec Sněmovny lidu Federálního shromáždění za HZDS, v letech 1990-2010 starosta Jaslovských Bohunic.

## Biografie
Ve volbách roku 1992 byl za HZDS zvolen do Sněmovny lidu. Ve Federálním shromáždění setrval do zániku Československa v prosinci 1992. Patřil k zakládajícím členům HZDS, ale se stranou se později rozešel. Podle vlastních slov za ni odmítl kandidovat v parlamentních volbách na Slovensku roku 1994 a následujícího roku byl z HZDS vyloučen. V roce 1999 držel tři dny hladovku na protest proti údajné štvanici, kterou proti němu rozpoutali někteří regionální předáci HZDS. Čelil tehdy obvinění ze zneužití pravomocí veřejného činitele. V krajských volbách roku 2001 kandidoval do zastupitelstva Trnavského kraje jako nezávislý. V roce 2002 je uváděn jako kandidát za formaci Hnutie za demokraciu do parlamentních voleb na Slovensku roku 2002. Krátce před volbami ale z kandidátky odstoupil. Oficiálně pro pracovní zaneprázdnění. Odmítl, že by tak reagoval na své umístění v nižší části kandidátní listiny.
Vystudoval Střední průmyslovou školu strojnickou v Trnavě a po dvacet let pracoval v jaderné energetice. V roce 1990 se stal starostou Jaslovských Bohunic, tedy obce u níž se nachází slovenská jaderná elektrárna. Starostenský post od té doby zastával trvale po několik volebních období až do komunálních voleb roku 2010, kdy již nebyl zvolen. Ještě předtím roku 2009 čelil kontroverzi, když před krajskými volbami toho roku podpořil v obecních novinách jednoho z kandidátů a byl za to terčem kritiky pro zneužití obecní tiskoviny. V letech 1993-1994 byl prvním předsedou Správy státných hmotných rezerv SR.